# Loïs (bande dessinée)
Pour les articles homonymes, voir Loïs.
Loïs est une série de bande dessinée historique ancrée dans le Grand siècle créée par Jacques Martin (scénario) et Olivier Pâques (dessin) en 2003. Patrick Weber en a repris le scénario en 2007.

## Titres parus

### Loïs
1. Jacques Martin (scénario) et Olivier Pâques (dessin), Le Roi Soleil, 2003  (ISBN 2-203-32302-7)[1].
2. Jacques Martin (scénario) et Olivier Pâques (dessin), Les Louis d'Or, 2005  (ISBN 2-203-32303-5).
3. Patrick Weber (scénario d'après un synopsis de Jacques Martin) et Olivier Pâques (dessin), Le Code Noir, 2007  (ISBN 978-2-203-32304-9).
4. Patrick Weber (scénario) et Olivier Pâques (dessin), Monsieur, frère du Roi, 2009  (ISBN 978-2-203-01219-6).
5. Patrick Weber (scénario) et Olivier Pâques (dessin), L'Apollon de sang, 2011  (ISBN 978-2-203-02620-9).
6. Pierre Valmour (scénario) et Olivier Pâques (dessin), Dans les griffes du Faucon, 2013  (ISBN 978-2-203-04032-8).
7. Pierre Valmour (scénario) et Olivier Pâques (dessin), La Prisonnière de l'Archange, 2015  (ISBN 978-2-203-07101-8).

### Les Voyages de Loïs
Albums pédagogiques consacrés au XVIIe siècle, sur le modèle des Voyages d'Alix.
1. Olivier Pâques (dessin) et Jérôme Presti (texte et dessin), Versailles, Casterman, 2006  (ISBN 2-203-32321-3).
2. Luís Diferr, Le Portugal, Casterman, 2010  (ISBN 978-2-203-03411-2).

### Ouvrages dérivés
- Jacques Martin et Olivier Pâques, Carnet de croquis de l'album Le Roi Soleil La Boutique du Bédéphage/Casterman, 375 ex. numérotés et signés, 2003.